# Caledonia Gladiators
Les Caledonia Gladiators sont un club franchisé écossais de basket-ball situé à Glasgow et appartenant à la British Basketball League. Il s'agit d'ailleurs, en 2023, du seul club non anglais à appartenir à la British Basketball League.

## Historique
Le club fut créé dans la ville d'Édimbourg, et ce n'est qu'en 2002 avec l'arrivée d'un nouveau président, que le club a déménage pour Glasgow.

## Anciens noms
- 1998-2002 : Édimbourg Rocks
- 2002-2009 : Scottish Rocks
- 2009-2022 : Glasgow Rocks
- depuis 2022 : Caledonia Gladiators

## Palmarès
- British Basketball League : 2003

## Entraîneurs
- Févr. 2019-2020 :  Vincent Lavandier (en)
- depuis 2020 :  Gareth Murray

## Logos

Historique des logos des Caledonia Gladiators
Logo depuis 2022
Logo de 2009–2022

1. ↑  Seuls les principaux titres en compétitions officielles sont indiqués ici.